# ORP Piorun
ORP Piorun (Nederlands: Bliksemschicht) was een Poolse torpedobootjager van de N-klasse. Het schip is gebouwd door de Britse scheepswerf John Brown Shipbuilding & Engineering Company uit het Schotse Clydebank als Nerissa voor de Britse marine. Vanwege het verlies van de Poolse torpedobootjager Grom werd de Nerissa aan de Poolse marine overgedragen.
Tijdens de Tweede Wereldoorlog begeleidde de Piorun veel Atlantische konvooien, vaak met samen met de Poolse torpedobootjager Garland. De Piorun was een van de zeven torpedobootjagers betrokken bij de jacht op de Bismarck. Daarna werd het schip overgeplaatst naar de Middellandse Zee, waar het onder meer deelnam aan operatie Halberd en operatie Husky.
Na de overgave van Duitsland nam de Piorun deel aan operatie Deadlight, het tot zinken brengen van de veroverde Duitse U-boten. De Piorun was betrokken bij het tot zinken brengen van de U-2329, U-2334, U-2335, U-2337, U-2350 en U-2363.
In 26 oktober 1946 keerde het schip terug naar de Britse marine als Noble om in december 1955 gesloopt te worden.